# Белогорское княжество
Белогорское княжество — мансийское политическое объединение в Западной Сибири, которое образовалось в конце XV века. Длительное время было вассалом Сибирского ханства. В 1583 году покорено Русским царством.

## История
Относительно ранней истории Белогорского княжества мало сведений. Занимало территории, расположенные от устья Иртыша вверх по Оби. Образовалось после ослабления Тюменского ханства вследствие объединения нескольких мелких мансийских княжеств. С 1496 года было сначала союзником Сибирского юрта. В отличие от других княжеств сохраняло союзнические отношения с Кодским княжеством. Столицей был Тунгпох-вош.
Такое сотрудничество с кодичами и сибирскими татарами способствовало постепенному возвышению Белогорского княжества. Приобрело широкую известность среди югорских народов благодаря своим языческим святилищам и оракулам для вогулов (манси) и остяков (ханты). Самым известным идолом был так называемый «Белый шайтан». Торговцы этого государства активно участвовали в посреднической торговле между северными хантскими и мансийскими государствами и ханствами сибирских татар. В 1563 году признало Кучума новым правителем Сибирского ханства. Наибольшую мощь княжество приобрело в 1570 — нач. 1580-х годов — в правление князя Самара, который стал великим князем (маг-коки). Сила князя была столь велика, что даже столицу княжества называли Самар-городок, а само княжество — Самарским.
В 1583 году, после поражения Кучума от Ермака, казаки во главе с Николаем Паном двинулись на север. Недалеко от впадения Иртыша в Обь произошла ожесточённая битва, в которой войска Белогорского княжества потерпели сокрушительное поражение, а князь Самар погиб. После этого земли княжества были переданы Алачею, кодскому князю. В столице княжества казаки провели неделю и привели к «шерти» (присяге) местное население. В 1586 году белогорские манси восстали, но потерпели поражение от воеводы Ивана Мансурова.
Потомки князя Самара хранили в Кодском княжестве родовой статус малого князя до 1630-х годов. Из них Таир Самаров в 1609 году участвовал в заговоре кодских и обдорских князей против господства Русского царства. В 1628—1629 годах «лучшим человеком» в Белогорской волости ещё считался Байбалак Самаров. Но уже в 1635—1636 Коял Самара упоминается как рядовой общинник.